# Schedocentrus nigrescens
Schedocentrus nigrescens är en insektsart som beskrevs av Max Beier 1960. Schedocentrus nigrescens ingår i släktet Schedocentrus och familjen vårtbitare. Inga underarter finns listade i Catalogue of Life.